# Science-Fiction-Jahr 1941
Übersicht

◄◄ | ◄ | 1937 | 1938 | 1939 | 1940 | Science-Fiction-Jahr 1941 | 1942 | 1943 | 1944 | 1945 | ► | ►►

Weitere Ereignisse

## Neuerscheinungen Literatur
| Deutscher Titel     | Deutschsprachiges Erscheinungsjahr | Originaltitel | Autor              | Anmerkungen                           |
| ------------------- | ---------------------------------- | ------------- | ------------------ | ------------------------------------- |
| Die sechste Kolonne | 1971                               | Sixth Column  | Robert A. Heinlein | Erstveröffentlichung in Buchform 1949 |

## Neuerscheinungen Filme
| Deutscher Titel                  | Deutschsprachiges Erscheinungsjahr | Originaltitel                                                   | Regie                        | Anmerkungen |
| -------------------------------- | ---------------------------------- | --------------------------------------------------------------- | ---------------------------- | --- |
| Arzt und Dämon                   | 1949                               | Dr. Jekyll and Mr. Hyde                                         | Victor Fleming               | die zwölfte von mehr als 50 Adaptionen des Romans Der seltsame Fall des Dr. Jekyll und Mr. Hyde von Robert Louis Stevenson |
| Superman                         |                                    | Superman                                                        | Dave Fleischer               | |
| The Devil Commands               |                                    | The Devil Commands                                              | Edward Dmytryk               | nach dem Roman The Edge of Running Water von William Sloane                                                                |
| Adventures of Captain Marvel     |                                    | Adventures of Captain Marvel                                    | John English, William Witney | 12-teiliges Kino-Serial |
|                                  |                                    | russisch Таинственный остров, transkribiert Tainstvennyy ostrov | Eduard Pentslin              | sowjetische Verfilmung Jules Vernes Die geheimnisvolle Insel                                                               |
| Monstermann verbreitet Schrecken |                                    | Man Made Monster                                                | George Waggner               | |

## Conventions
- 3. Worldcon, 4.–6. Juli, Denver, Vorsitzender: Olon F. Wiggins, Ehrengast: Robert A. Heinlein

## Geboren
- Gregory Benford
- Alexander K. Dewdney († 2024)
- J. C. Dwynn (Pseudonym von Jürgen Duensing)
- Knut Faldbakken
- Gisela Friebel († 1995)
- Jack C. Haldeman II († 2002)
- David G. Hartwell († 2016)
- James P. Hogan († 2010)
- Garry Kilworth
- Jeremy Leven
- Sam J. Lundwall
- Stephen Robinett († 2004)
- Angela Steinmüller
- Harald Tondern
- Ernst Vlcek († 2008)
- Hugh Walker (Pseudonym von Hubert Straßl)
- Gary K. Wolf
- Pamela Zoline

## Gestorben
- Ludwig Anton (* 1872)
- Karin Boye (* 1900)
- Richard Nordhausen (* 1868)
- Hans Richter (* 1889)
- Nikolai Trublaini (* 1907)